# Associazione Sportiva Roma 1930-1931
Questa voce raccoglie le informazioni riguardanti l'Associazione Sportiva Roma nelle competizioni ufficiali della stagione 1930-1931.

## Stagione
La stagione 1930-1931 si conclude per la squadra capitolina con un secondo posto a soli quattro punti di distanza dalla capolista Juventus, battuta nello stesso anno con la storica vittoria per 5-0 al Campo Testaccio.

## Divise
Nelle partite casalinghe la Roma utilizza una maglia rossa con collo a V giallo, calzoncini bianchi e calzettoni neri con banda giallorossa orizzontale. La seconda divisa è costituita da maglia bianca con collo a V giallorosso e gli stessi calzettoni e calzoncini della home. I portieri hanno una maglia grigia con colletto a polo, pantaloncini e calzettoni neri, questi con banda giallorossa orizzontale come decorazione.
| Casa | Trasferta | Portiere |

## Organigramma societario
Di seguito l'organigramma societario.
Area direttiva
- Presidente: Renato Sacerdoti

Area tecnica
- Allenatore: Herbert Burgess

## Rosa
Di seguito la rosa.
| N. |                   | Ruolo | Calciatore        |
| -- | ----------------- | ----- | ----------------- |
|    | Italia (bandiera) | P     | Guido Masetti     |
|    | Italia (bandiera) | P     | Leonida Pallotta  |
|    | Italia (bandiera) | D     | Gianangelo Barzan |
|    | Italia (bandiera) | D     | Renato Bodini     |
|    | Italia (bandiera) | D     | Giorgio Carpi     |
|    | Italia (bandiera) | D     | Giovanni Degni    |
|    | Italia (bandiera) | D     | Mario De Micheli  |
|    | Italia (bandiera) | D     | Attilio Mattei    |
|    | Italia (bandiera) | C     | Fulvio Bernardini |
|    | Italia (bandiera) | C     | Mario Bossi       |

| N. |                      | Ruolo | Calciatore               |
| -- | -------------------- | ----- | ------------------------ |
|    | Italia (bandiera)    | C     | Raffaele D'Aquino        |
|    | Italia (bandiera)    | C     | Cesare Augusto Fasanelli |
|    | Italia (bandiera)    | C     | Pietro Ferrari           |
|    | Italia (bandiera)    | C     | Attilio Ferraris IV      |
|    | Argentina (bandiera) | C     | Nicola Italo Lombardo    |
|    | Argentina (bandiera) | A     | Arturo Chini Ludueña     |
|    | Italia (bandiera)    | A     | Raffaele Costantino      |
|    | Italia (bandiera)    | A     | Fernando Eusebio         |
|    | Italia (bandiera)    | A     | Rodolfo Volk             |

## Calciomercato
Di seguito il calciomercato.
| Acquisti | Acquisti              | Acquisti  | Acquisti   |
| R.       | Nome                  | da        | Modalità   |
| -------- | --------------------- | --------- | ---------- |
| P        | Guido Masetti         | Verona    | definitivo |
| D        | Renato Bodini         | Cremonese | definitivo |
| C        | Pietro Ferrari        | Derthona  | definitivo |
| C        | Nicola Italo Lombardo | -         | svincolato |
| A        | Raffaele Costantino   | Bari      | definitivo |

| Cessioni | Cessioni            | Cessioni   | Cessioni   |
| R.       | Nome                | a          | Modalità   |
| -------- | ------------------- | ---------- | ---------- |
| P        | Bruno Ballanti      | Fiorentina | definitivo |
| D        | Giovanni Corbyons   | Fiorentina | definitivo |
| D        | Bruno Finesi        | -          | svincolato |
| C        | Oreste Benatti      | Lecce      | definitivo |
| C        | Walter Corsanini    | Cremonese  | definitivo |
| C        | Pietro Dalle Vedove | Cremonese  | definitivo |
| C        | Armando Preti       | Lecce      | definitivo |
| C        | Alfredo Welby       | Reggina    | definitivo |
| A        | Luigi Ossoinach     | Cagliari   | definitivo |

## Risultati

### Serie A

#### Girone di andata
| Arbitro: | Zorzi (Udine) |

|               |           |               |
| Carnevali 69’ | Marcatori | 79’ Fasanelli |

| Arbitro: | Caironi (Milano) |

|                              |           |  |
| Fasanelli 46’ Costantino 89’ | Marcatori |  |

| Trieste 12 ottobre 1930 3ª giornata | Triestina     | 0 – 0 referto | Roma | Stadio Montebello\| Arbitro: \| Zorzi (Udine) \| |
| Arbitro:                            | Zorzi (Udine) |               |      |                                                  |

| Arbitro: | Carraro (Padova) |

|                                     |           |                    |
| Lombardo 17’ Fasanelli 58’ Volk 85’ | Marcatori | 71’ (rig.) Tansini |

| Arbitro: | Rovida (Milano) |

|                                   |           |                        |
| Munerati 8’ Cesarini 18’ Orsi 61’ | Marcatori | 4’ Fasanelli 63’ Chini |

| Arbitro: | Mastellari (Bologna) |

|               |           |  |
| Volk 32’, 49’ | Marcatori |  |

| Arbitro: | Caironi (Milano) |

|                             |           |                                 |
| Reguzzoni 8’ Maini 25’ (28) | Marcatori | 22’ Chini 66’ Lombardo 86’ Volk |

| Arbitro: | Giorgi (Gallarate) |

|                             |           |            |
| Bernardini 9’ Volk 15’, 52’ | Marcatori | 79’ Mattea |

| Arbitro: | Mastellari (Bologna) |

|           |           |                              |
| Baldi 49’ | Marcatori | 11’ Bernardini 31’, 55’ Volk |

| Arbitro: | Garbieri (Genova) |

|  |           |                                     |
|  | Marcatori | 8’ Chini 13’ Costantino 27’ Eusebio |

| Arbitro: | Caironi (Milano) |

|          |           |          |
| Volk 76’ | Marcatori | 34’ Foni |

| Arbitro: | Garbieri (Genova) |

|                   |           |            |
| Chini 5’ Volk 28’ | Marcatori | Meazza 58’ |

| Arbitro: | Caironi (Milano) |

|              |           |                                                 |
| Rossetti 73’ | Marcatori | 11’ Costantino 15’ (aut.) Mongero 25’, 54’ Volk |

| Arbitro: | Giorgi (Gallarate) |

|                                       |           |  |
| Volk 11’ Fasanelli 50’ Bernardini 59’ | Marcatori |  |

| Genova 11 gennaio 1931, ore 14:30 CET 15ª giornata | Genova 1893      | 0 – 0 referto | Roma | Campo Sportivo Genova 1893\| Arbitro: \| Carraro (Padova) \| |
| Arbitro:                                           | Carraro (Padova) |               |      |                                                              |

| Arbitro: | Giorgi (Gallarate) |

|               |           |                         |
| Fasanelli 48’ | Marcatori | 25’ Arcari 56’ Sternisa |

| Arbitro: | Barlassina (Novara) |

|                                      |           |  |
| Volk 48’ Bernardini 54’ Lombardo 75’ | Marcatori |  |

#### Girone di ritorno
| Arbitro: | Zorzi (Belluno) |

|                                  |           |  |
| Fasanelli 17’, 63’ Volk 48’, 55’ | Marcatori |  |

| Arbitro: | Scorzoni (Bologna) |

|  |           |                               |
|  | Marcatori | 56’ (aut.) Panzetti 75’ Chini |

| Arbitro: | Gonani (Ravenna) |

|                                |           |  |
| Volk 7’ Lombardo 43’ Chini 76’ | Marcatori |  |

| Arbitro: | Rovida (Milano) |

|                                |           |  |
| Mihalich 2’, 46’ Sallustro 55’ | Marcatori |  |

| Arbitro: | Carraro (Padova) |

|                                                               |           |  |
| Lombardo 6’ Volk 46’ Bernardini 62’ (rig.), 79’ Fasanelli 88’ | Marcatori |  |

| Arbitro: | Zorzi (Belluno) |

|  |           |                                       |
|  | Marcatori | 16’ Chini 19’, 90’ Fasanelli 22’ Volk |

| Arbitro: | Rovida (Milano) |

|                    |           |              |
| Volk 26’ Chini 29’ | Marcatori | 53’ Muzzioli |

| Arbitro: | Zorzi (Belluno) |

|  |           |                                 |
|  | Marcatori | 35’ Chini 48’ Lombardo 65’ Volk |

| Arbitro: | Gonani (Ravenna) |

|                                                       |           |                          |
| Fasanelli 2’, 15’, 19’, 44’, 64’ Volk 13’ Eusebio 33’ | Marcatori | 10’ (aut.) Ferraris (IV) |

| Arbitro: | Bertoli (Vicenza) |

|                                                              |           |  |
| Costantino 20’, 29’ Volk 24’ Chini Ludueña 26’ Fasanelli 85’ | Marcatori |  |

| Arbitro: | Gama (Milano) |

|                         |           |                     |
| Pastore 14’ Fantoni 49’ | Marcatori | 47’ Volk 87’ Bodini |

| Arbitro: | Carraro (Padova) |

|                                                               |           |  |
| Meazza 30’, 51’ Visentin 62’ (rig.) Ferrero 65’ Blasevich 67’ | Marcatori |  |

| Arbitro: | Gonani (Ravenna) |

|                                                 |           |               |
| Costantino 10’, 18’, 53’ Fasanelli 32’ Volk 52’ | Marcatori | 85’ Libonatti |

| Legnano 4 giugno 1931, ore 16:30 CEST 31ª giornata | Legnano          | 0 – 0 referto | Roma | Stadio di via Carlo Pisacane\| Arbitro: \| Caironi (Milano) \| |
| Arbitro:                                           | Caironi (Milano) |               |      |                                                                |

| Arbitro: | Rovida (Milano) |

|                                                     |           |  |
| Chini 43’, 58’ Lombardo 49’ Bernardini 58’ Volk 84’ | Marcatori |  |

| Arbitro: | Pessato (Monfalcone) |

|  |           |               |
|  | Marcatori | 71’, 75’ Volk |

| Arbitro: | Caironi (Milano) |

|                                     |           |                                 |
| Braga 28’ Maffioli 36’ Giuliani 46’ | Marcatori | 1’ (aut.) Pasolini 20’ Lombardo |

## Statistiche

### Statistiche di squadra
Di seguito le statistiche di squadra.
| Competizione | Punti | In casa | In casa | In casa | In casa | In casa | In casa | In trasferta | In trasferta | In trasferta | In trasferta | In trasferta | In trasferta | Totale | Totale | Totale | Totale | Totale | Totale | DR  |
| Competizione | Punti | G       | V       | N       | P       | Gf      | Gs      | G            | V            | N            | P            | Gf           | Gs           | G      | V      | N      | P      | Gf     | Gs     | DR  |
| ------------ | ----- | ------- | ------- | ------- | ------- | ------- | ------- | ------------ | ------------ | ------------ | ------------ | ------------ | ------------ | ------ | ------ | ------ | ------ | ------ | ------ | --- |
| Serie A      | 51    | 17      | 15      | 1       | 1       | 56      | 9       | 17           | 7            | 6            | 4            | 31           | 22           | 34     | 22     | 7      | 5      | 87     | 31     | +56 |
| Totale       | -     | 17      | 15      | 1       | 1       | 56      | 9       | 17           | 7            | 6            | 4            | 31           | 22           | 34     | 22     | 7      | 5      | 87     | 31     | +56 |

### Andamento in campionato
| Giornata  | 1 | 2 | 3 | 4 | 5 | 6 | 7 | 8 | 9 | 10 | 11 | 12 | 13 | 14 | 15 | 16 | 17 | 18 | 19 | 20 | 21 | 22 | 23 | 24 | 25 | 26 | 27 | 28 | 29 | 30 | 31 | 32 | 33 | 34 |
| --------- | - | - | - | - | - | - | - | - | - | -- | -- | -- | -- | -- | -- | -- | -- | -- | -- | -- | -- | -- | -- | -- | -- | -- | -- | -- | -- | -- | -- | -- | -- | -- |
| Luogo     | T | C | T | C | T | C | T | C | T | T  | C  | C  | T  | C  | T  | C  | C  | C  | T  | C  | T  | C  | T  | C  | T  | C  | C  | T  | T  | C  | T  | C  | T  | T  |
| Risultato | N | V | N | V | P | V | N | V | V | V  | N  | V  | V  | V  | N  | P  | V  | V  | V  | V  | P  | V  | V  | V  | V  | V  | V  | N  | P  | V  | N  | V  | V  | P  |
| Posizione | 7 | 3 | 3 | 2 | 5 | 3 | 3 | 2 | 2 | 2  | 2  | 2  | 2  | 2  | 2  | 2  | 2  | 2  | 2  | 2  | 2  | 2  | 2  | 2  | 2  | 2  | 2  | 2  | 2  | 2  | 2  | 2  | 2  | 2  |

Legenda:

Luogo: C = Casa; T = Trasferta. Risultato: V = Vittoria; N = Pareggio; P = Sconfitta.

### Statistiche dei giocatori
Desunte dalle edizioni cartacee dei giornali dell'epoca.
| Giocatore      | Divisione Nazionale | Divisione Nazionale |
| Giocatore      | Presenze            | Reti                |
| -------------- | ------------------- | ------------------- |
| G. Masetti     | 32                  | -29                 |
| L. Pallotta    | 2                   | -2                  |
| G. Barzan      | 1                   | 0                   |
| R. Bodini      | 27                  | 1                   |
| G. Carpi       | 1                   | 0                   |
| G. Degni       | 16                  | 0                   |
| M. De Micheli  | 16                  | 0                   |
| A. Mattei      | 5                   | 0                   |
| F. Bernardini  | 31                  | 7                   |
| M. Bossi       | 6                   | 0                   |
| R. D'Aquino    | 33                  | 0                   |
| C. Fasanelli   | 34                  | 18                  |
| P. Ferrari     | 1                   | 0                   |
| A. Ferraris IV | 34                  | 0                   |
| N. Lombardo    | 30                  | 8                   |
| A. Chini       | 33                  | 12                  |
| R. Costantino  | 34                  | 8                   |
| F. Eusebio     | 5                   | 2                   |
| R. Volk        | 33                  | 28                  |

### Videografia
- Manuela Romano (a cura di), La storia della A.S. Roma (10 DVD-Video), Corriere dello Sport, Rai Trade, 2006.